# Altbüron
Altbüron é uma comuna da Suíça, no Cantão Lucerna. Em 2017 possuía 1.025 habitantes. Estende-se por uma área de 6,80 km², de densidade populacional de 151,9 hab/km². Confina com as seguintes comunas: Ebersecken, Grossdietwil, Melchnau (BE), Pfaffnau, Roggliswil. A língua oficial nesta comuna é o Alemão.